# NGC 164
NGC 164 é uma galáxia espiral (S) localizada na direcção da constelação de Pisces. Possui uma declinação de +02° 45' 00" e uma ascensão recta de 0 horas, 36 minutos e 32,9 segundos.
A galáxia NGC 164 foi descoberta em 3 de Agosto de 1864 por Albert Marth.